# Green Party (Irland)
Die Green Party (offizieller Name: Green Party/Comhaontas Glas) ist eine als Ecology Party of Ireland (ökologische Partei Irlands) 1981 vom Dubliner Lehrer Christopher Fettes gegründete Partei, die 1983 in Green Alliance umbenannt wurde und 1987 ihren heutigen Namen erhielt.

## Geschichte
Erstmals trat die Partei bei der Wahl 1982 an, erreichte aber lediglich 0,2 % der Stimmen. Nach der Namensänderung 1983 nahm die Partei mit Christopher Fettes an der Europawahl 1984 teil und erreichte 1,9 % im Wahlkreis Dublin. Im folgenden Jahr gewann die Partei ihre erste Wahl, als Marcus Counihan bei Wahlen auf lokaler Ebene in Killarney in den Gemeinderat gewählt wurde – auf die komplette Republik bezogen stellte die Partei 34 Kandidaten auf und kam auf 0,6 % der Stimmen. Erst bei der Wahl 1989 (und der erneuten Umbenennung) gewann die Partei ihren ersten Sitz im Unterhaus, als Roger Garland im Wahlkreis Dublin Süd gewählt wurde.
Doch erst bei der Wahl im Jahr 2002 konnte die Partei einen erneuten Fortschritt verbuchen, als sie 3,6 % der Stimmen erreichte und ihre Sitzzahl von 2 auf 6 verdreifachen konnte. Zwei Jahre später erfolgte der nächste politische Rückschlag, als die Green Party beide Sitze im Europaparlament verlor. Auch auf lokaler Ebene konnte man die Ergebnisse nicht halten; 2004 gewann man lediglich 18 von 878 Sitzen – auch wenn die Partei ihre Sitzzahl damit verdoppelt hatte. Erstmals konnte man auch außerhalb von Dublin Fuß fassen; J.J. Power wurde in Naas und Niall Ó Brolcháin in Galway gewählt.
Bei der Parteiversammlung 2005 stimmten die Delegierten mit großer Mehrheit gegen einen Vor-Wahl-Pakt mit einer der Oppositionsparteien Fine Gael oder Labour Party.
Die nordirische Green Party ist seit 2006 Teil der Partei. Über diese war bis zur Wahl zur Nordirland-Versammlung 2022 die Green Party auch in der Nordirland-Versammlung vertreten. Obwohl die Green Party Mitglied der Europäischen Grünen Partei ist, vertritt sie eine etwas skeptischere Haltung gegenüber der Europapolitik als es bei den übrigen grünen Parteien der Fall ist.
Bei der Wahl 2007 hat die Partei ihren Anteil der nationalen Erstpräferenzstimmen von 3,84 % auf 4,69 % erhöht. Trotzdem blieb die Zahl ihrer Abgeordneten bei sechs. Dan Boyle verlor seinen Sitz in Cork South Central verloren und Mary White gewann einen Sitz in Carlow Kilkenny. Sie wurde damit die erste weibliche Abgeordnete in diesem Wahlkreis.
Im Juli 2007 stimmte der Parteitag der Green Party einer Regierungsbeteiligung mit der bürgerlichen Partei Fianna Fáil sowie den Progressive Democrats zu. Daraufhin trat der Parteivorsitzende der Green Party Trevor Sargent von seinem Amt zurück.
Patricia McKenna und John Gormley kandidieren nach dem Rücktritt von Sargent als Parteivorsitzende.
Neuer Parteivorsitzender wurde John Gormley. Zu den bekannten Politikern der Green Party gehört auch Eamon Ryan, der Minister für Kommunikation, Energie und natürliche Ressourcen war und im Mai 2011 als Nachfolger von Gormley zum Parteivorsitzenden gewählt wurde.
Im Januar 2011 zog sich die Green Party aus der Regierung zurück und wechselte in die Opposition. Bei den vorgezogenen Parlamentswahlen am 21. Februar 2011 verlor die Partei alle Sitze und fiel von 4,6 % der Erstpräferenzen auf 1,8 % der Erstpräferenzen.
Während die Wahlen 2016 lediglich zwei Sitze (2,7 % der Erstpräferenzen) im Unterhaus brachten, konnte die Green Party bei den Wahlen 2020 ihr bisher bestes Ergebnis mit 7,1 % der Stimmen (Erstpräferenz) erzielen. Von den 160 Sitzen im Dáil Éireann erlangte die Green Party damit 12 Sitze. Die Green Party wurde Teil der Regierung (zunächst Regierung Martin I, dann Regierung Varadkar II). Drei Minister mit Kabinettsrang und vier Staatsminister wurden von der Green Party in die Regierungen entsandt. Die Regierungszeit seit 2020 ist jedoch geprägt von innerparteilichen Streitigkeiten.
Am 18. Juni 2024 erklärte der langjährige Vorsitzende, Eamon Ryan, das er vom Amt des Parteichefs zurücktreten wolle. Am 8. Juli 2024 wurde Roderic O’Gorman zu seinem Nachfolger gewählt.

## Jugendflügel
Die Green Party hat seit 2002 einen Jugendflügel, bekannt als die Young Greens (irisch: Óige Ghlas), mit mehreren hundert Mitgliedern in Zweigstellen im ganzen Land.

## Wahlergebnisse
| Jahr      | Wahl                   | Stimmenanteil | Sitze  |
| --------- | ---------------------- | ------------- | ------ |
| Nov. 1982 | Dáil Éireann Nov. 1982 | 0,2 %         | 0/166  |
| 1984      | Europawahl 1984        | 0,5 %         | 0/15   |
| 1987      | Dáil Éireann 1987      | 0,4 %         | 0/166  |
| 1989      | Dáil Éireann 1989      | 1,5 %         | 1/166  |
| 1989      | Europawahl 1989        | 3,7 %         | 0/15   |
| 1992      | Dáil Éireann 1992      | 1,4 %         | 1/166  |
| 1994      | Europawahl 1994        | 7,9 %         | 2/15   |
| 1997      | Dáil Éireann 1997      | 2,8 %         | 2/166  |
| 1999      | Europawahl 1999        | 6,7 %         | 2/15   |
| 2002      | Dáil Éireann 2002      | 3,8 %         | 6/166  |
| 2004      | Europawahl 2004        | 4,3 %         | 0/13   |
| 2007      | Dáil Éireann 2007      | 4,7 %         | 6/166  |
| 2009      | Europawahl 2009        | 1,9 %         | 0/12   |
| 2011      | Dáil Éireann 2011      | 1,8 %         | 0/166  |
| 2014      | Europawahl 2014        | 4,9 %         | 0/11   |
| 2016      | Dáil Éireann 2016      | 2,7 %         | 2/158  |
| 2019      | Europawahl 2019        | 11,4 %        | 2/11   |
| 2020      | Dáil Éireann 2020      | 7,1 %         | 12/160 |
| 2024      | Europawahl 2024        | 5,4 %         | 0/14   |
| 2024      | Dáil Éireann 2024      | 3,0 %         | 1/174  |